# Азаров, Виталий Михайлович
Виталий Михайлович Азаров (род. 3 января 1954, Львов) — российский генерал-полковник, кандидат исторических наук. Действительный государственный советник Российской Федерации 1 класса.

## Биография
Окончил Ленинградское высшее командное училище военных сообщений имени М. В. Фрунзе (1975) и Военно-политическую академию им. Ленина (1988).
Проходил службу в железнодорожных войсках, командовал взводом, ротой, был заместителем командира батальона, бригады по политической части.
С октября 1997 г. по январь 2000 г. первый заместитель начальника, с января 2000 г. по июнь 2002 г. начальник Главного управления воспитательной работы Вооруженных Сил РФ.
Затем глава представительства Петербурга в Москве. С ноября 2003 года 1-й заместитель руководителя администрации губернатора Санкт-Петербурга.
С октября 2011 года по март 2017 года заместитель руководителя аппарата Совета Федерации Федерального Собрания Российской Федерации.
С марта 2017 года по 30 ноября 2018 года.
- заместитель Губернатора Владимирской области,  руководитель представительства администрации Владимирской области при Правительстве Российской Федерации.
С 11 апреля 2023 года — председатель Общероссийской общественной организации ветеранов «Российский союз ветеранов».
В 2024 году был доверенным лицом кандидата в президенты России Владимира Путина.

## Награды
- Орден Святителя Николая Чудотворца (династический) II степени[9].
- Орден Дружбы[10].